# Pachysylvia
Genre
Pachysylvia est un genre d'oiseaux de la famille des Vireonidae.

## Liste d'espèces
Selon la classification de référence du Congrès ornithologique international (15.1, 2025) (ordre phylogénique) :
- Pachysylvia decurtata (Bonaparte, 1838) – Viréon menu
- Pachysylvia hypoxantha (Pelzeln, 1868) – Viréon à ventre jaune
- Pachysylvia muscicapina (Sclater & Salvin, 1873) – Viréon fardé
- Pachysylvia aurantiifrons (Lawrence, 1861) – Viréon à front d'or
- Pachysylvia semibrunnea (Lafresnaye, 1845) – Viréon à nuque rousse